# PIRTEK Team Murray
PIRTEK Team Murray foi uma equipe de corridas automobilísticas que competiu na IndyCar Series em 2016.

## História
Fundada pelo australiano Brett Murray, a equipe disputou 2 provas da temporada 2016 da IndyCar Series, ambas em Indianápolis e com Matthew Brabham como piloto.
Com um Dallara-Chevrolet inscrito com o #61 e com suporte da equipe KVSH Racing, o neto do tricampeão de Fórmula 1 Jack Brabham largou em 14º lugar e terminou em 16º, marcando 14 pontos na etapa disputada na parte mista do circuito. Nas 500 Milhas, Matthew obteve o 27º posto no grid e chegou na vigésima-segunda posição, a uma volta do vencedor Alexander Rossi, conquistando 23 pontos. Na classificação geral, o australiano ficou em 29º lugar, com 37 pontos ganhos.